# Ilog
Ilog è una municipalità di terza classe delle Filippine, situata nella Provincia di Negros Occidental, nella regione di Visayas Occidentale.
Ilog è formata da 15 baranggay:
- Andulauan
- Balicotoc
- Barangay I (Pob.)
- Barangay II (Pob.)
- Bocana
- Calubang
- Canlamay
- Consuelo
- Dancalan
- Delicioso
- Galicia
- Manalad
- Pinggot
- Tabu
- Vista Alegre